# 보리스 P. 토킨
보리스 페트로비치 토킨(러시아어: Токин, Борис Петрович; 1900년 7월 21일 크리차우 ~ 1984년 9월 16일 레닌그라드)은 피톤치드라는 용어를 만들고 그 사용을 촉진하고 체계화한 것으로 알려진 러시아의 생물학자이다. 그는 또한 유물론 생물학자 협회 의장을 역임했으며 찰스 다윈의 작품을 마르크스와 엥겔스의 작품과 통합하는 글을 썼다.